# 高鼻羚羊
高鼻羚羊（學名：Saiga tatarica）又名高鼻羚、塞加羚羊（塞加羚）或大鼻羚羊（大鼻羚）。是牛科高鼻羚羊属下唯一的物種，和同樣瀕臨絕種的藏羚是近親。現存野生數量稀少，且可能持續下降中。已知最古老的高鼻羚羊化石發現自更新世地層，外型與現在並沒有太大的差異，間接顯示這種動物可能也是第四紀冰河時期事件後倖存下來的生物之一。

## 描述
體長1至1.7公尺，肩高60至80公分，重20至69公斤。壽命6到10年。頭大而尾短；雄性頭上有角，角有環紋，體型較雌性大。雄性與雌性皆具有獨特而靈活的長鼻，鼻孔往下張開，能過濾或溫暖吸入的空氣。

## 种群数量和分布
在冰河时期结束前，高鼻羚羊曾广泛分布于英格兰到西伯利亚之间的广袤地带，甚至阿拉斯加也有分布。之后集中分布在中亞的多草平原。20世纪以来，由于盗猎，羊角被出售到中国做药材，高鼻羚羊的数量锐减了95%，中国境内的高鼻羚羊也已全部灭绝。2006年9月，尚有高鼻羚羊分布的5个国家（哈萨克斯坦、蒙古、俄罗斯、土库曼斯坦和乌兹别克斯坦）签署《关于高鼻羚羊保护、恢复和可持续利用的谅解备忘录》（The Memorandum of Understanding Concerning Conservation, Restoration and Sustainable Use of the Saiga Antelope）。之后各国严格执行反盗猎措施，高鼻羚羊的数量从50,000头恢复到250,000头。
为濒危野生动植物种国际贸易公约附录II所列的保护动物。

## 威脅
由於傳統中醫認為來自高鼻羚羊的羚羊角有醫學價值，因此本種被大量殺害。
2015年4月，高鼻羚羊突发大面积死亡事件，二至三周内有近一半的高鼻羚羊，逾120,000头死亡。其发病时间极短，死亡率也达到100%。研究人员对高鼻羚羊尸体组织样本分析认为，这可能与巴斯德氏菌（Pasteurella）或梭状芽胞杆菌有关。2017年，高鼻羚羊死因被确认因感染小反刍兽疫病毒（Peste des petits ruminants），感染源可能来自家畜。目前高鼻羚羊活动范围内的家畜已经接种疫苗，但研究者认为应当扩大接种范围，以免病毒影响到其它高鼻羚羊种群。

## 中国
中国新疆地区曾是高鼻羚羊的重要分布地。高鼻羚羊角在中国传统医学中被认为是一味名贵的药材，曾一度被广泛使用。1960年代，迁徙到新疆地区的高鼻羚羊种群由于捕猎、迁徙路线被阻隔、栖息地破坏而消失。1987年，中国从美国圣迭戈动物园和德国柏林泰尔动物园重新引入了高鼻羚羊，在甘肃武威濒危动物繁育中心建立了繁育种群。赛加羚羊生性胆怯，不易存活，引入途中大批死亡，最后幸存12只小赛加羚羊。后扩大了围栏面积，为高鼻羚羊种植了苜蓿，使引入的高鼻羚羊开始繁殖。30年后，该中心的赛加羚羊仍只有不到200只。种群年均增长率仅3%。甘肃武威濒危动物繁育中心位于高鼻羚羊的历史分布区之外，当地并非高鼻羚羊的适宜栖息地，这可能是重新引入的赛加羚羊种群增长缓慢的原因之一。
中国科学院动物研究所蒋志刚团队对新疆原分布区高鼻羚羊进行考察，并与英国牛津大学合作完成了该研究，博士研究生崔绍朋等在《科学报告》上发表论文认为：历史上迁徙到中国的赛加羚羊是指名亚种而不是蒙古亚种。

## 外部連結
- 羚羊角 中藥材圖像數據庫  (香港浸會大學中醫藥學院) （中文）（英文）
- 羚羊角 Ling Yang Jiao （页面存档备份，存于） 中藥標本數據庫 (香港浸會大學中醫藥學院) （繁體中文）（英文）